# Kuća Tresić-Pavičić u Splitu
Kuća Tresić-Pavičić u Splitu, Hrvatska, na adresi Šetalište Ivana Meštrovića 27, zaštićeno je kulturno dobro.

## Opis
Sagrađena je u 20. stoljeću. Arhitekt je bio Josip Kodl. Monumentalna slobodnostojeća građevina pripadala je obitelji istaknutoga književnika, publicista i političara Ante Tresića Pavičića. Izgrađena je neposredno nakon Prvog svjetskog rata i jedan je od ranih projekata arhitekta češkog porijekla Josipa Kodla. Oblikovana je više u duhu tradicionalne arhitekture podneblja, građene u kamenu, ne odajući još naznake moderne koju će upravo Kodl prvi afirmirati u Splitu u drugoj polovici dvadesetih godina 20. stoljeća.

## Zaštita
Pod oznakom Z-5318 zavedena je kao nepokretno kulturno dobro - pojedinačno, pravna statusa zaštićena kulturnog dobra, klasificiranog kao profana graditeljska baština, stambene građevine.